# Mausolée de Baháʼu'lláh
Ne doit pas être confondu avec Mausolée du Báb.
Le mausolée de Baháʼu'lláh (appelé aussi sanctuaire), situé à Bahjí près d'Acre, en Israël, est l'endroit le plus saint pour les baha'is et représente leur qiblih, ou direction de prière.
Il contient les restes de Baháʼu'lláh et se trouve près de l'endroit où il est mort, dans le manoir de Bahjí.

## Description
Le mausolée de Bahá'u'lláh est composé d'une partie centrale qui comporte un petit jardin planté d'arbres entouré par des sentiers couverts de tapis persans,. Un toit en verre est construit par Qulám-ʻAlíy-i-Najjár après la mort de Baháʼu'lláh. Au coin nord-ouest de la zone centrale, il y a une petite pièce contenant les restes de Baháʼu'lláh,. La partie centrale comporte des portes vers un certain nombre d'autres salles qui sont dorénavant ouvertes pour accueillir le nombre croissant de pèlerins et de visiteurs.

## Histoire
Le mausolée, après la mort d'Abdu'l-Bahá, est occupé par Mirza Muhammad ʻAlí et ses partisans, qui ont pris de force les clés du mausolée en janvier 1922. Le gouverneur d'Acre ordonne la remise des clés aux autorités et un gardien est posté au mausolée. Au début de 1923, les clés sont rendues à Shoghi Effendi. Dans les années 1950, Shoghi Effendi fait des plans pour une future superstructure, qui entourerait toute la zone et comprendrait une plate-forme avec 95 colonnes de marbre, chacune de six mètres de haut. Shoghi Effendi nomme le mausolée le « Daryá-yi-Núr » (océan de lumière), qui prend le « Kúh-i-Núr » (montagne de lumière, le mausolée du Báb) sous son ombre.
Le mausolée et ses jardins environnants, ainsi que le manoir de Bahjí, sont inscrits sur la liste du patrimoine mondial en juillet 2008,.
Le fils de Baháʼu'lláh, Ḍíyáʼu'lláh, mort en 1898, est d'abord enterré à côté de son père. Cependant, ayant été déclaré covenant-breaker (en), les restes de Ḍíyáʼu'lláh sont exhumés dans un processus de « purification » par le « nettoyage » du sanctuaire intérieur du mausolée, parfois appelé « Qiblih » du monde bahá'í à la demande des parents qui étaient opposés à la faction covenant-breaker (en) de la famille.

## Galerie d'images

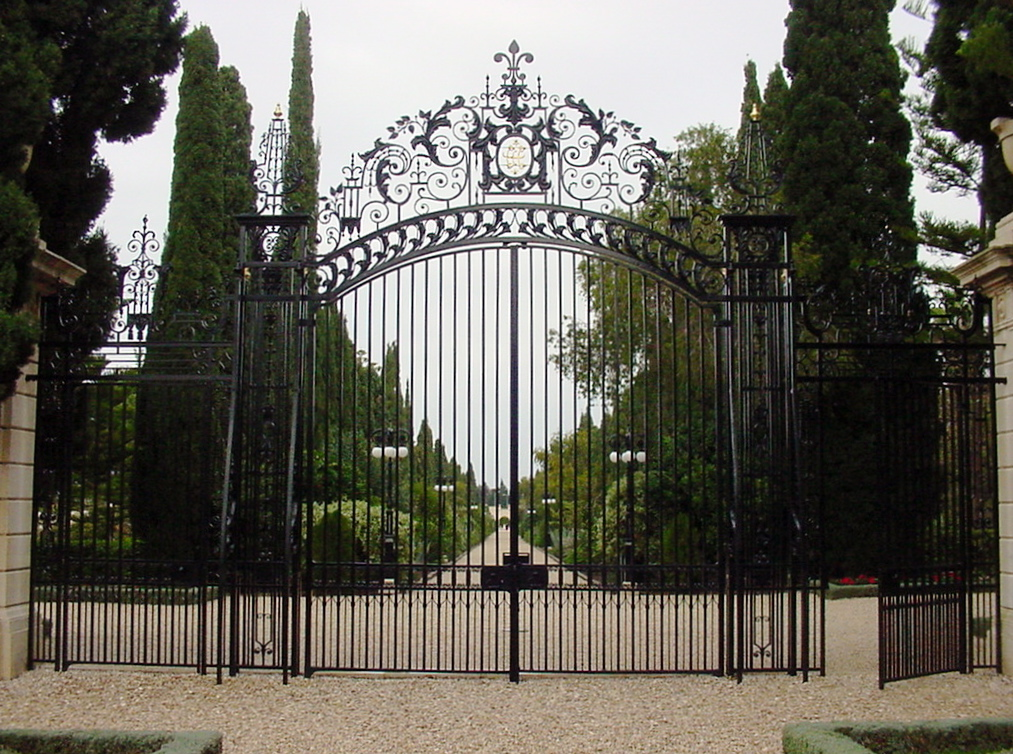
Collins Gate à l'entrée du chemin vers le mausolée
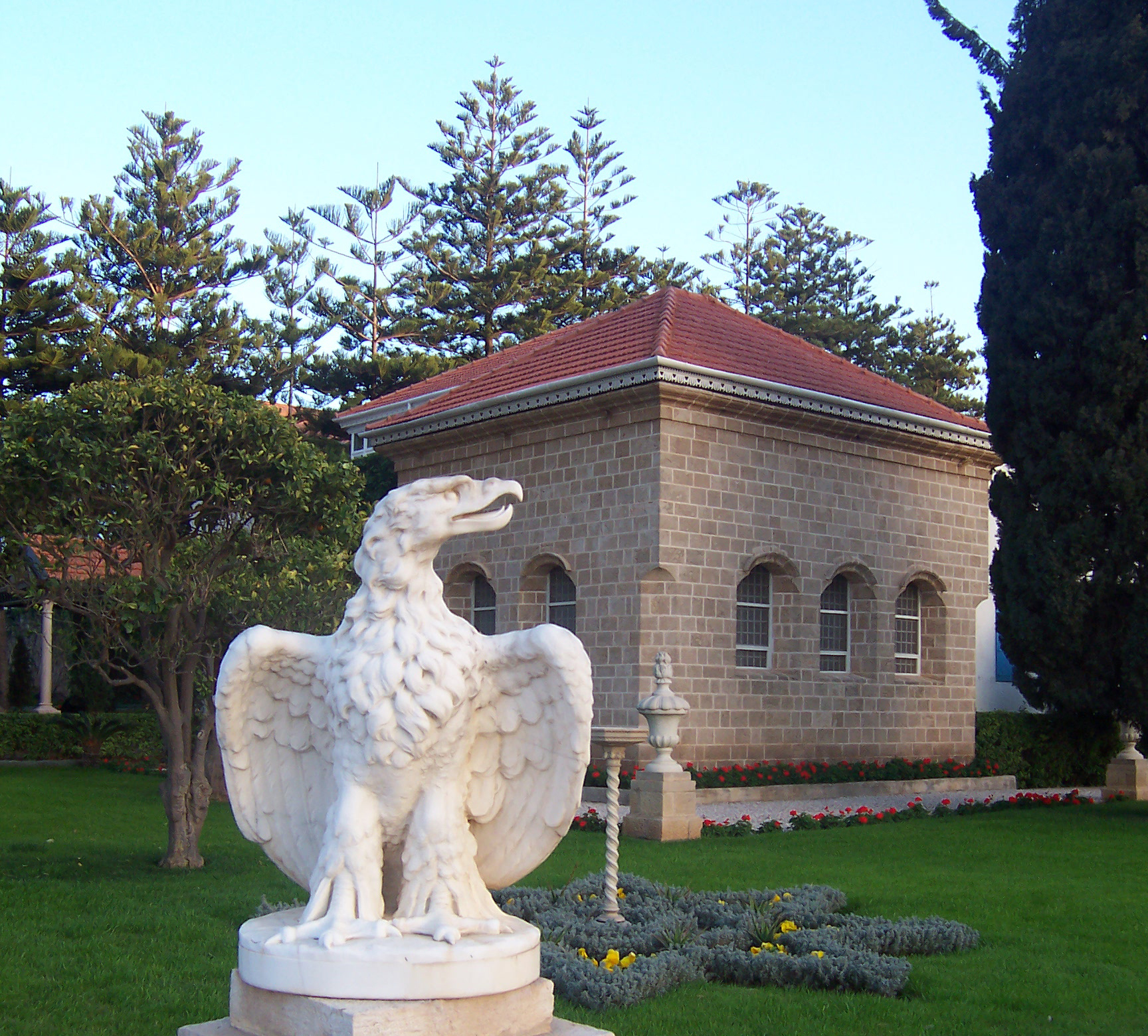
Coin du mausolée
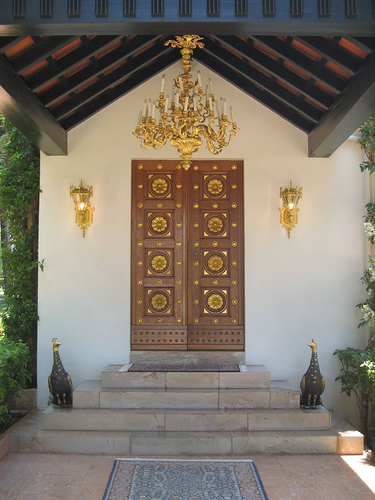
L'entrée